# Borge
Borge je bývalá norská vesnice v kraji Østfold, součást Fredrikstadu. V obci se narodil Roald Amundsen.

## Historie
Borge vzniklo v roce 1838. Místní kamenný kostel byl postaven v roce 1861. Kostel byl zrestaurován v roce 1950. Dne 1. ledna 1994 bylo Borge s 11 959 obyvateli a rozlohou 76 km² připojeno společně s obcemi Kråkerøy, Onsøy a Rolvsøy k Fredrikstadu.